# نور عالم خليل الأميني
نور عالم خليل الأميني (18 ديسمبر 1952 - 3 مايو 2021) كان عالِمًا مسلمًا هنديًا وأديبًا في كلتا اللغتين العربية والأردية. عمل مدرِّسًا للغة العربية وآدابها ورئيس تحرير مجلة "الداعي" في دار العلوم ديوبند لما يقرب من 40 عامًا. كان كتابه "فلسطين في انتظارِ صلاحِ دينٍ" موضوعًا لدراسة الدكتوراه في جامعة آسام، و كتابه "مفتاح العربية" لا يزال جزءًا من المنهج الدراسي النظامي في مدارس مختلفة.
هو أحد خريجي دار العلوم بماو، ودار العلوم ديوبند، والمدرسة الأمينية بدلهي، وجامعة الملك سعود. من أعماله: "الصحابة ومكانتهم في الإسلام"، و"المسلمون في الهند"، و"مفتاح العربية"، و"مجتمعاتنا المعاصرة والطريق إلى الإسلام"، و"تعلّموا العربية فإنها من دينكم".

## ولادته ونشأته
ولد نور عالم خليل الأميني في 18 ديسمبر 1952 في مظفربور بولاية بيهار. تلقى تعليمه في مدرسة الإمدادية دربهانجا ودار العلوم ماو ودار العلوم ديوبند. في عام 1970، انتقل إلى المدرسة الأمينية بدلهي وتخرج فيها في العلوم النظامية. ومن بين أساتذته: عبد الحق الأعظمي، و وحيد الزمان الكيرانوي، و محمد ميان الديوبندي.  تخصَّص في تدريس اللغة العربية من جامعة الملك سعود. 

## حياته العلمية
درَّس الأميني الأدب العربي في دار العلوم ندوة العلماء لمدة عشر سنوات، من 1972 إلى 1982. ثم قام بالتدريس في دار العلوم ديوبند لمدة 39 عامًا. شغل منصب رئيس التحرير لمجلة الداعي الشهرية العربية الصادرة عن دار العلوم ديوبند. مُنح شهادة الشرف من رئيس الهند عام 2017. تلامذته يُعدّون بالآلاف،  ومن أبرزهم محمد أكرم الندوي، حقاني القاسمي، محمد عارف جميل المباركفوري، فهيم الدين القاسمي البجنوري، أشرف عباس القاسمي، مصلح الدين القاسمي السدهارث نغري، محمد نجيب القاسمي، ناياب حسن القاسمي، أبرار أحمد الأجراوي، ومحمد أسجد القاسمي.
كان الأميني مؤلفًا في اللغتين العربية والأردية. . كتب أكثر من 500 مقال باللغة العربية، نُشرت في مجلات وطنية وعالمية مثل: "الفيصل"، و"الجزيرة"، و"الدعوة" بالرياض؛ والمجلات الهندية مثل "البعث الإسلامي"، و"تعمير حيات"، و"الفرقان" لكناو. ومن ترجماته إلى العربية: "التفسير السياسي للإسلام في مرآة كتابات الأستاذ أبي الأعلى المودودي والشهيد سيد قطب"، و"سيدنا معاوية رضي الله عنه في ضوء الوثائق الإسلامية والحقائق التاريخية"، و"الثورة الإيرانية في ميزان الإسلام"، و"الداعية الكبير الشيخ محمد إلياس الكاندهلوي"، و"علماء الهند دعايات مكثفة ضد الشيخ محمد بن عبد الوهاب النجدي"، و"الحالة التعليمية في الهند فيما قبل عهد الاستعمار الإنجليزي وما بعده". 

## وفاته
توفي الأميني في 3 مايو 2021، في مقر إقامته في ديوبند. أعرب علماء بارزون مثل أبي القاسم النعماني وأرشد المدني ومحمد سفيان القاسمي ومحمود المدني عن حزنهم لوفاته.  صُلِّي عليه بإمامة أرشد المدني، ودفن في المقبرة القاسمية بديوبند.

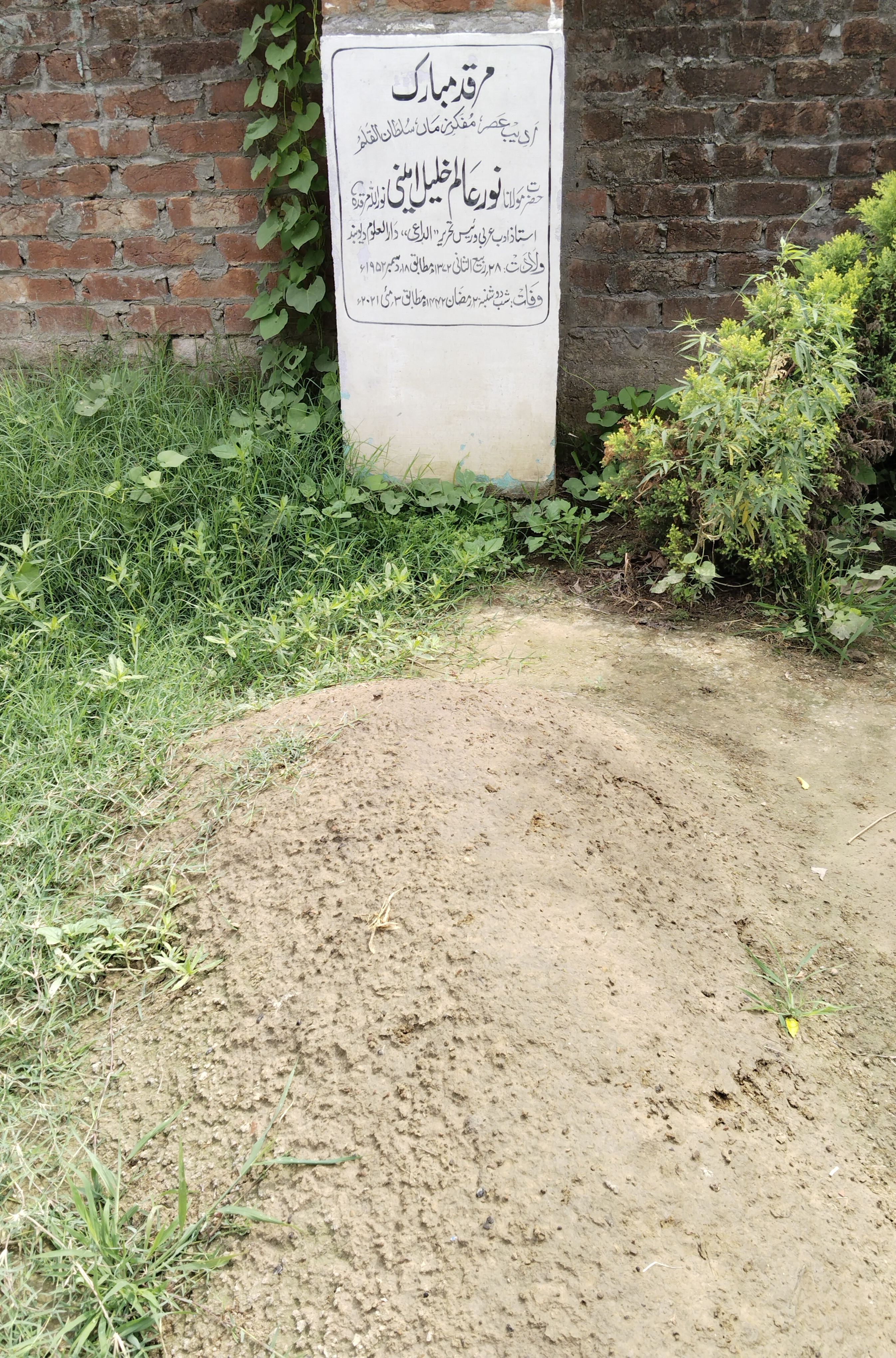
نُقشت على مرقد الأميني في المقبرة القاسمية بديوبند.

كتب أبو الكلام أطروحته لنيل درجة الدكتوراه في جامعة آسام بعنوان 'القضايا الاجتماعية والسياسية في مؤلفات نور عالم خليل الأميني، وبالخصوص كتابه "فلسطين في انتظار صلاح الدين".'

## مؤلفاته وآثاره
تشمل مؤلفات الأميني باللغتين العربية والأردية ما يلي: 
- الدعوة الإسلامية بين الأمس واليوم (بالعربية)
- الصحابة ومكانتهم في الإسلام (بالعربية)، نُشرت باللغة الأردية تحت عنوان "صحابۂ رسول اسلام کی نظر میں")
- المسلمون في الهند (بالعربية)
- فلسطين في انتظار صلاح الدين (بالعربية)، نُشرت باللغة الأردية تحت عنوان "فلسطین کسی صلاح الدین کے انتظار میں")
- حرف شيريں (بالأردية)
- كيا اسلام پسپا ہو رہا ہے؟ (هل يتراجع الإسلام؟) بالأردية
- موجودہ صليبي صہیونی جنگ (الحملة الصليبية الصهيونية الحالية) بالأردية
- مفتاح العربية (بالعربية). يتم تدريس هذا الكتاب في منهج درس نظامي في المدارس المختلفة.[7]
- مجتمعاتنا المعاصرة والطريق إلى الإسلام (بالعربية)
- متى تكون الكتابات مؤثرة؟ (بالعربية)
- پسِ مَرگ زندہ (الأشخاص الذين ما زالوا على قيد الحياة بعد الموت) بالأردية
- تعلموا العربية فإنها من دينكم (بالعربية)
- وو كوه كَن کی بات (سيرة وحيد الزمان الكيرانوي بالأردية)